# Technika Bowena
Ten artykuł opisuje teorie, metody lub czynności niezgodne ze współczesną wiedzą medyczną.

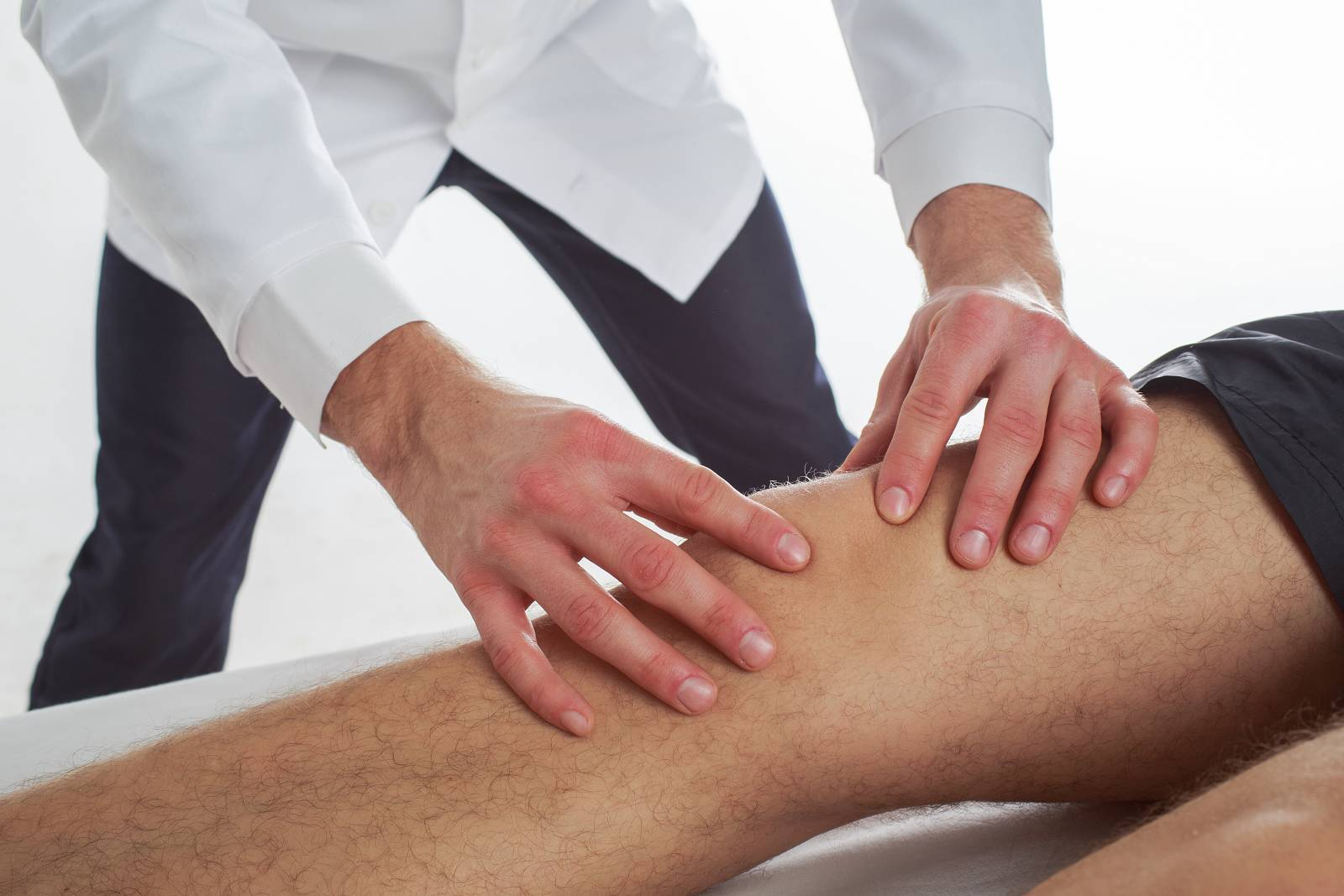
Procedury stosowane w technice Bowena I

Technika Bowena (inaczej: Bowen, terapia Bowena) jest terapią manualną, mającą pobudzać w organizmie mechanizmy samolecznicze. Koncepcja tej metody została stworzona w latach pięćdziesiątych XX wieku przez Australijczyka Thomasa Ambrose’a Bowena (1916-1982).
Według raportu Australijskiego Departamentu Zdrowia (Australian Government Department of Health) z 2015 roku nie ma wystarczających dowodów naukowych potwierdzających skuteczność tej metody (brak badań klinicznych spełniających wymagania EBM)

## Wyniki badań skuteczności
W 2015 roku Australijski Departament Zdrowia przy współpracy z NHMRC (National Health and Medical Research Council) przeprowadził przegląd 369 publikacji zaprezentowanych jako naukowe lub kliniczne przekazanych przez Australijski Związek Masażystów, Australijską Federację Terapeutów Bowenowskich oraz Australijski Związek Techniki Bowena. Po wstępnym przeglądzie, 359 publikacji zostało odrzuconych. Dwie publikacje z Journal of the Bowen Academy of Australia zostały odrzucone z powodu braku dostępu do tych publikacji (prywatne publikacje).  Publikacja M. Marr, et al. (2008 r.) została odrzucona ponieważ podmiotem badań były osoby zdrowe bez żadnych objawów klinicznych. Publikacja G. Hipmair, et al. (2012 r.) została odrzucona ponieważ nie została ona opublikowana w magazynie pozwalającym na recenzje naukowe, a także po dokładniejszej analizie stwierdzono, iż ta publikacja nie spełnia warunków randomizowanych badań klinicznych.
W podsumowaniu stwierdzono, iż nie ma wystarczających przeglądów systematycznych w zakresie techniki Bowena, aby można było stwierdzić efektywność tejże techniki.

## Przebieg terapii

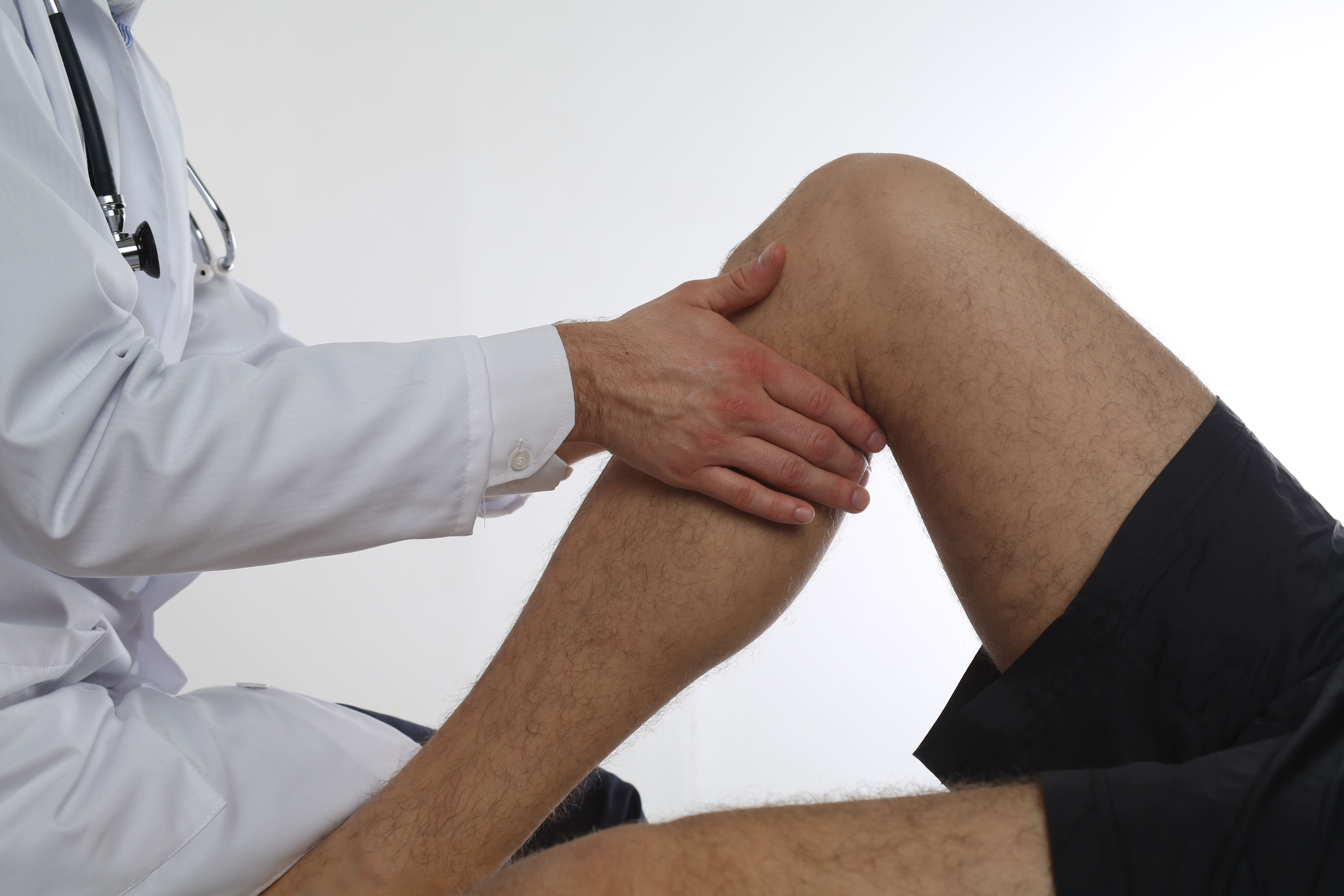
Procedury stosowane w technice Bowena II

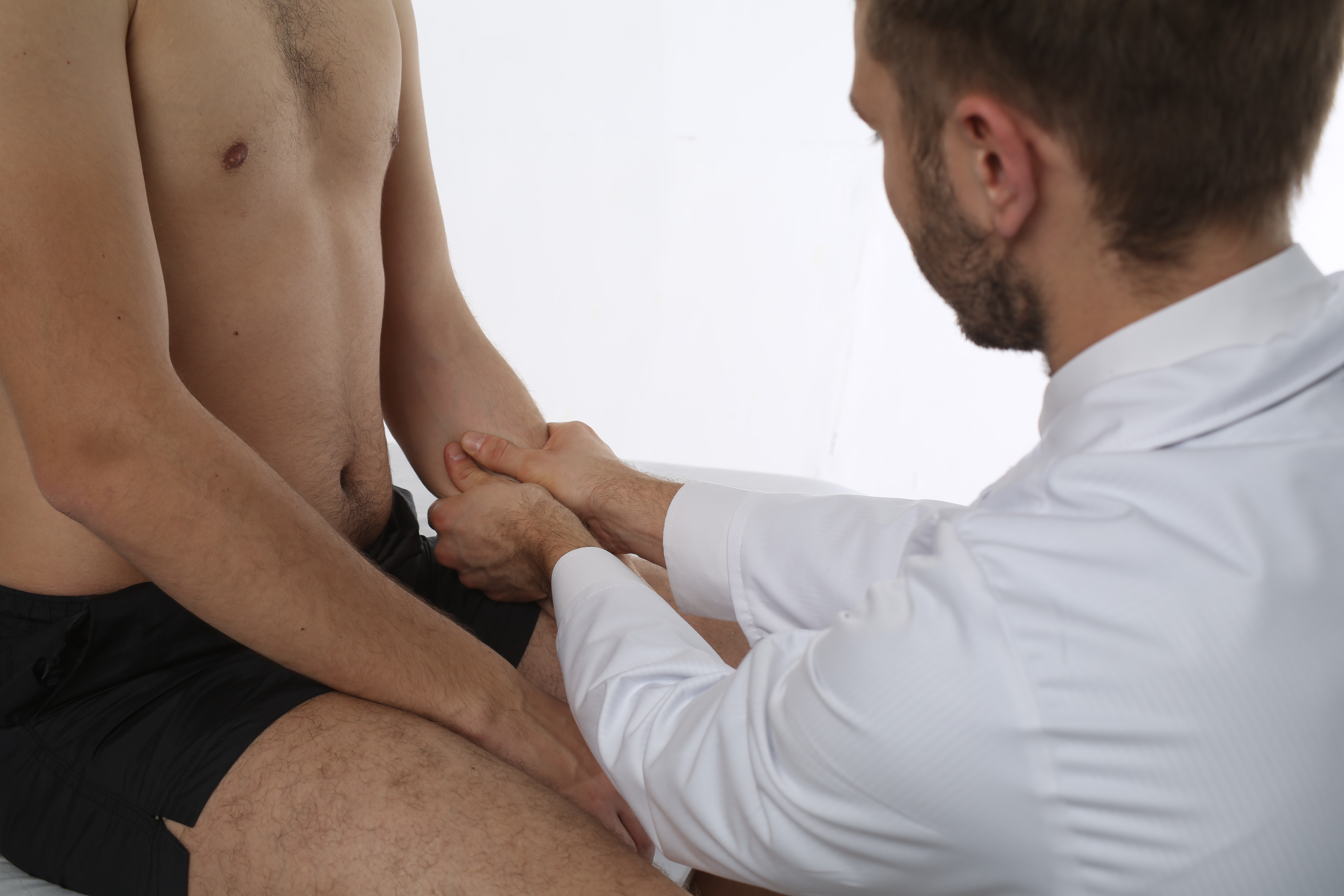
Procedury stosowane w technice Bowena III

Podczas wykonywania zabiegu techniką Bowena terapeuta skoncentrowany jest na pracy z powięzią. Wyróżnia się następujące etapy: 
- naciąganie skóry - rozciąganie powięzi
- ucisk - pobudzenie
- rolowanie tkanek miękkich (mięśnie, ścięgna, więzadła)[1]

Zabieg składa się ze ściśle określonych sekwencji ruchów, pomiędzy którymi występują przerwy. Zabiegi wykonuje się w odstępach kilkudniowych, a ich liczba jest różna.

## Historia techniki
Tom Bowen nie posiadał formalnego wykształcenia medycznego i do końca życia nie uzyskał jakiejkolwiek kwalifikacji zawodowej w dziedzinie fizjoterapii (masażu lub terapii manualnych). Pomimo to w latach 1959-1982 wykonywał zabiegi według opracowanej przez siebie techniki, jak sam twierdził, "przyjmując średnio 65 pacjentów dziennie". W 1975 roku władze stanu Wiktoria (Australia) przeprowadziły śledztwo, które wykazało, że Thomas Bowen wykonał około 13 000 zabiegów w badanym okresie. Według raportu, pomimo całkowitego braku wyników w postaci obiektywnej poprawy stanu zdrowia, w subiektywnej ocenie 80% pacjentów z różnymi dolegliwościami uznało, że terapia jest skuteczna. Bowen nie udokumentował założeń swojej techniki i nie prowadził dokumentacji przypadków, które poddawał terapii, ale pozwalał kilku osobom obserwować jak wykonuje zabiegi. W ten sposób już po śmierci Bowena powstało przynajmniej sześć odmian jego metody o różnych nazwach np: Smart Bowen, Bowtech lub Bowenwork, a także upowszechniła się nazwa "Technika Bowena". Dominującą odmianę stanowi wersja ogłoszona w 1987 roku przez Oswalda Rentscha. Terapia Rentscha została przez niego nazwana "Oryginalną Techniką Bowena" lub "Bowtech". Technika ta została w 2002 roku uznana przez Dyplomowane Towarzystwo Fizjoterapii Wielkiej Brytanii za rodzaj zabiegu, który może wykorzystywać fizjoterapeuta.